# Azijski slon
Azijski slon (lat. Elephas maximus), često i indijski slon je, nakon afričkog slona, druga najveća danas živuća kopnena životinja. Za razliku od afričkog rođaka, nije teško pripitomiti ga pa ga ljudi često love i koriste. Jedina je danas živuća vrsta u rodu Elephas, a uz afričkog i šumskog, jedna od tri živuće vrste porodice slonova.

## Obilježja
Azijski slon od afričkog se razlikuje bitno manjim ušima, na stražnjim nogama ima četiri a ne tri prsta kao afrički, a surla ima samo jedan, umjesto dva prstolika vrška. Kad je uspravljen, najviša točka mu je vrh glave, a ne leđa, kao kod afričkog. Manje uočljive razlike su u unutrašnjoj anatomiji: ima 19 pari rebara (afrički ima 21 par), i 33 repna kralješka (afrički 26 kralješka).
Pored toga, azijski slon je manji. U ramenima ima najviše 3 metra, od glave do kraja trupa dug je oko 6 m, a rep je oko 150 cm. Ženka teži oko 2.700 kg, mužjak može biti i teži od 5.000 kg. Kljove uglavnom imaju samo mužjaci, a kod nekih populacija ih nemaju niti mužjaci. Tako na Šri Lanki tek svaki deseti mužjak ima vidljive kljove.

## Rasprostranjenost
Nekada su azijski slonovi živjeli kako u tropskim šumama, tako i na otvorenim travnjacima. Danas divlji azijski slon živi još samo u gustim šumama, što je rezultat potiskivanja ovih životinja, ljudi im oduzimaju životni prostor. Danas, žive još u sljedećim zemljama: Indija (istok, jugoistok i južni rubovi Himalaje), Šri Lanka, Nepal, Butan, Bangladeš, Kina (krajnji jug), Mianmar, Tajland, Vijetnam, Malezija, Indonezija (Sumatra, Borneo; na Javi je izumro).
Na Šri Lanki je do 19. stoljeća živjelo oko 20 000 slonova, a danas ih je oko 3 500. Kralj Raja Sinha I. posjedovao je 2 000 slonova za borbu i 1588. godine je opkolio Colombo u kojem su bili Portugalci. Sukobi s ljudima najveći su uzrok ugibanja slonova na Šri Lanci. Samo 1998. ubijeno ih je više od 350. 17. veljače 1975. otvoreno je sirotište i utočište za sloniće iz prašume Pinnawela. Na početku rada imalo je 6 jedinki, a 2009. ih je brojilo 53. Do sredine 1998. u utočištu je na svijet došlo 14 slonića, 8 mužjaka i 6 ženki. Drugo je značajno utočište Ath Athuru Sevana u kojem su od osnutka bila smještena 83 slonića, a zbog bolesti uginulo je njih 39.

## Način života
Azijski slonovi su aktivni u sumrak i noću. Tijekom dana miruju. Nisu teritorijalne životinje, i neprekidno su u pokretu tražeći hranu koja se sastoji od trava, lišća, grana i kore drveta. Kako se netaknuta područja gdje mogu naći dovoljno hrane neprekidno smanjuju, ponekad upadaju na plantaže i jedu rižu, šećernu trsku i banane.
Biljku surlom čupaju ili trbaju, i donose do ustiju. Odrasli slon pojede dnevno oko 150 kg hrane. Pored toga, azijski slonovi najmanje jednom dnevno odlaze do vode. Ženke i mladunci žive u krdima od, najčešće, osam do trideset jedinki. U 19. stoljeću navodno nisu bila rijetka krda od stotinjak jedinki. Sve životinje u krdu su međusobno srodne, to su majke, kćerke i sestre. Najstarija ženka vodi krdo i drži ga na okupu. Mužjaci žive sami, ili dok su još mladi, i sami se okupljaju u manje skupine. U vrijeme parenja, priključuju se jednom krdu i mogu provesti i više mjeseci u društvu ženki. Kako vrijeme parenja nije vezano za godišnje doba, u oko 40% krda može se vidjeti najmanje jednog mužjaka. Mužjaci nisu agresivni, tako da se u nekom krdu ponekad može sresti i više od jednog.
Gestacija traje prosječno 640 dana. Nakon toga, na svijet dolazi jedno mladunče teško oko 100 kg, pokriveno dugom, smeđom dlakom. Kratko nakon rođenja, mladunče može ustati i hodati. Sisati može kod svake ženke koja ima mlijeko, to ne mora biti isključivo majka. Siše usnama, ne surlom. Nakon 6 mjeseci počinje jesti i krutu hranu, no povremeno siše sve do dvije godine. U dobi od 7-8 godina, mlade mužjake otjeraju iz krda, dok ženke ostaju u istom krdu cijeli život. Azijski slon je odrastao tek u dobi od 15 do 17 godina. Mužjak se prvi put pari u dobi od 20 godina, a ženka donosi na svijet prvo mladunče tek s oko 17 godina. Životni vijek im je oko 60 godina, u najpovoljnijem slučaju, može doživjeti 80. Najstariji poznati azijski slon doživio je 86 godina u zoološkom vrtu u Taipeiu.

## Povijest razvoja
Prema današnjim spoznajama, rod Elephas je sestrinski takson mamuta. Prema tome, azijski slon je bliže srodan mamutima nego afričkom slonu. Azijski slon i mamuti zajedno tvore taksom Elephantini, za kojeg se smatra da je sestrinska grupa afričkog slona.
Među najranije predstavnike roda Elephas pripadala je vrsta Elephas ekorensis iz razdoblja pliocen koji se ubraja u skupinu starih slonova. U Aziji se preko Elephas hysudricus razvio današnj azijski slon (Elephas maximus).
Tijekom pleistocena rod Elephas je s više vrsta bio rasprostranjen Azijom, Afrikom i južnom Europom. Neki predstavnici ovog roda, patuljastog rasta, živjeli su i na otocima sredozemnog mora. U ovu fosilnu skupinu patuljastih slonova ubraja se i sicilijski patuljasti slon koji je, odrastao, u ramenima bio visok jedva jedan metar.
Krajem pleistocena azijski slon živio je od Irana preko južne Azije do Jugoistočne Azije i Kine. Pronađeni su ostaci čak u Iraku i Siriji, no oni možda potiču od jedne srodne vrste.

## Azijski slon i ljudi

#### Pripitomljavanje
Pripitomljavanje azijskih slonova počelo je vjerojatno oko 2000 godina pr. n. e. u dolini Inda, odakle se raširilo u južnu i jugoistočnu Aziju. Pripitomljeni, korišteni su za vuču, jahanje i različite teške fizičke poslove. Tako ih se koristilo (ponegdje i danas) u šumskim radovima, za izvlačenje balvana. Nakon višegodišnjeg učenja, mogu razumjeti do 23 komande.
Od oko 1100. pr. n. e. u Indiji se koriste i za ratovanje. Svojom snagom i otpornošću, izazivali su kod protivničke vojske strah i obeshrabljenost. Među prve Europljane koji su se sreli s ratnim slonovima ubraja se Aleksandar Veliki. Kasnije su slonovi korišteni na cijelom području Sredozemlja.
U 16. stoljeću portugalski kraljevi dopremaju indijske slonove iz svojih kolonija u Europu kako bi se pokazivali s njima, ili kako bi ih kao sredstvo diplomacije dalje poklonili. Poimence su poznati i u dokumentima potvrđeni slon "Hanno", poklon papi Lavu X., i "Soliman", prvi slon u Beču.

#### Ugroženost i zaštita
Zadnjih 2-3 tisuće godina, životni prostor azijskih slonova neprekidno se smanjuje. Prije 2000 godina nestao je s područja današnjih država Irana, Pakistana i Afganistana. U to vrijeme je u Kini živio još i sjeverno od Jangcea, no neprekidno je potiskivan prema jugu. Danas živi još samo uz južnu granicu s Vijetnamom i Laosom.
IUCN svrstava azijskog slona danas u skupinu "snažno ugroženih" životinja. Bio je, kao i njegov afrički srodnik, masovno ubijan zbog slonovače. Danas su najviše ugroženi uništavanjem i naseljavanjem njihovih staništa. U nekim područjima odomaćeni vodeni bivoli tako nisko popasu travu, da ju slon ne može obuhvatiti surlom da bi ju isčupao, i zbog toga gladuju.
Pretpostavlja se, da se danas broj divlje živućih slonova kreće između 35.000 i 55.000 jedinki. Od toga, oko 40% živi na indijskom potkontinentu, sljedećih oko 40% na kopnenom dijelu Jugoistočne Azije, dok je ostatak na Šri Lanki i otocima Jugoistočne Azije.
S druge strane, uz ljude danas živi oko 15.000 pripitomljenih slonova. Kako se slonovi u zatočeništvu vrlo slabo ili nikako ne razmnožavaju (to je razlog radi kojeg se slonove, usprkos prastaroj tradiciji, slonove ne može smatrati odomaćenim), zamjena je moguća jedino uvijek nanovo hvatanjem i pripitomljavanjem mladunčadi divljih slonova. No, potreba za novim radnim slonovima više gotovo i ne postoji, pa ih to više ne ugrožava. U odnosu na nekadašnji broj pripitomljenih, radnih slonova koji je samo u Tajlandu oko 1900-te bio 100.000, današnjih oko 4.000 je zanemariv. Danas je najveći broj tih slonova u nedovoljno tehnički razvijenom Mijanmaru, tamo ih je oko 5.500.

## Drugi projekti Wikimedije
|  | Zajednički poslužitelj ima još gradiva o temi Azijski slon |
|  | Wikivrste imaju podatke o taksonu Azijskom slonu           |